# 911 Agamemnon
911 Agamemnon este o planetă minoră (asteroid), cu un diametru de 131,038 km, din Asteroid troian al lui Jupiter. A fost descoperită pe 19 martie 1919 la Observatorul Königstuhl de Karl Wilhelm Reinmuth și a fost numită după Agamemnon. 
Obiectul prezintă o orbită caracterizată de o semiaxă mare de 5,2852020907216 UAi, o excentricitate de 0,067417748925278, o înclinație de 21,833 ° în raport cu ecliptica.